# Alexander Colville, VII lord Colville di Culross
Alexander Colville, VII lord Colville di Culross (Dundee, 28 febbraio 1717 – Drumsheugh, 21 maggio 1770), è stato un ammiraglio britannico, particolarmente distintosi nella guerra di successione austriaca, guerra anglo-spagnola (1739-1742) e nella guerra dei sette anni. Fu pianificatore della strategia navale durante l'assedio di Louisbourg e poi di quella che portò alla definitiva conquista del Canada da parte delle forze armate britanniche. Tra l'8 giugno 1763 e il 1766 fu comandante della Stazione navale del Nord America.

## Biografia
Nacque il 28 febbraio 1717 (calendario gregoriano) probabilmente a Dundee, Scozia, figlio maggiore di John Colville, VII barone Colville di Culross, ed Elizabeth Johnston. Entrò volontario nella Royal Navy grazie a una lettera di presentazione del re nel 1732. A 15 anni, lasciò Dundee per la baia di Bantry, contea di Cork, Irlanda, dove nell'aprile del 1733 si arruolò sulla Lime, una nave da 32 cannoni. Dopo due anni da volontario, divenne guardiamarina sulla stessa nave. Nel 1737 si imbarcò sul Phoenix, da 24 cannoni , e l'anno successivo sulla Rose, sempre da 24 cannoni. Il 25 gennaio 1739 superò l'esame per diventare sottotenente e, dopo essere rimasto disoccupato per otto mesi, fu effettivamente promosso il 31 agosto dello stesso anno. Sebbene fossero iniziati i preparativi per la guerra con la Spagna, riuscì a imbarcarsi con difficoltà; il 6 settembre 1739, si imbarcò sulla Alderney da 8 cannoni, che salpava per le Indie Occidentali. Prese parte agli assedi di Portobelo, Panama, e di Cartagena, Colombia. Nel 1740, per la prima volta da quando aveva lasciato casa nel 1732, rivide suo padre, il cui reggimento era nelle Indie Occidentali. Suo padre morì nel 1741, mentre entrambi si trovavano ancora lì, ed egli ereditò il titol0o nobiliare divenendo VII barone Colville di Culross. Il 17 aprile si era imbarcò sul vascello da 70 cannoni Hampton Court, con la quale era ritornato in Inghilterra a settembre; aveva potuto promuovere i suoi interessi concedendo favori a favore di un parente del Primo lord dell'ammiragliato, Lord Winchelsea.
Il 18 aprile 1742, come tenente sul vascello da 80 cannoni Russell, salpò per il Mediterraneo. Il 9 novembre si imbarcò sul Namur da 90 cannoni,  nave di bandiera dell'ammiraglio Thomas Mathews. Comandò successivamente il brulotto Mercury, la galea bombardiera Terrible e, promosso captain il 25 giugno 1743, quello stesso giorno assunse il comando della nave ospedale Sutherland. Il 5 marzo 1744 gli fu affidato il comando della fregata Dursley Galley da 20 cannoni con cui partecipò alla battaglia di Tolone, e il 24 luglio 1744, del Leopard da 50 cannoni. In quest'ultimo incarico, si distinse per i successivi quattro anni, catturando e distruggendo diverse navi, diverse delle quali battenti bandiera neutrale.  Salpò di nuovo per il Mediterraneo a bordo del Leopard nel 1748, ma lasciò la nave il 19 dicembre dello stesso anno. La sua parte del bottino ammontava a circa 5.000 sterline; sua madre morì quello stesso anno, lasciandolo con due sorelle e un fratello minore da mantenere.
Dal 1749 al 1752 comandò la Success, nave da 20 cannoni , di stanza nel New England, dove, dirigendo con efficienza il convoglio annuale che commerciava il sale delle Indie Occidentali, riuscì a creare ottime relazioni con i mercanti di Boston. Al suo ritorno in Inghilterra, ottenne una promozione dal Consiglio dell'Ammiragliato, poiché i suoi lavori di ristrutturazione erano costati la metà di quelli eseguiti da altri capitani nelle basi americane. Il 10 gennaio 1753 divenne capitano del Northumberland da 70 cannoni, sul quale prestò servizio per nove anni. Dopo essere stata assegnata al servizio di trasporto a Minorca, il Northumberland ritornò a Plymouth rimanendovi fino al gennaio 1755, quando la flotta iniziò i preparativi per la guerra.
Nel marzo del 1755, si imbarcò sul Northumberland insieme all'ammiraglio Edward Boscawen per partecipare ai tentativi di intercettare i rinforzi francesi diretti in America, e tornò con lo squadrone di Boscawen a novembre. L'anno successivo, il Northumberland navigò nelle acque territoriali inglesi; nel 1757, fece parte dello squadrone del viceammiraglio Francis Holburne inviato in Nuova Scozia. Dopo che il tentativo di conquistare Louisbourg, l'Île Royale (Isola del Capo Bretone), fu abbandonato quello stesso anno, il Northumberland fu tra le navi che si trovavano al largo di Louisbourg, in attesa della flotta francese che doveva raggiungere il porto con i rinforzi; fu travolta dal disastroso uragano il 25 settembre del 1757. La nave partì per Halifax e, quando Holburne tornò in Inghilterra il 14 novembre, gli ordinò di issare il vessillo di commodoro e di assumere l'incarico di comandante in capo della stazione navale del Nord America.
Holburne gli ordinò di preparare un bacino di carenaggio ad Halifax e di preparare lo squadrone a salpare il prima possibile per la spedizione di Louisbourg del 1758. La preparazione del bacino fu resa impossibile dal rigido inverno; tuttavia, quando Sir Charles Hardy arrivò da New York per assumere il comando il 22 marzo, trovò otto navi di linea pronte a salpare, mentre un'altra nave di linea e uno sloop avevano iniziato la crociera. Partito il 5 aprile, lo squadrone assediò Louisbourg fino al 14 giugno, contribuendo notevolmente al successo della spedizione. Con sua grande indignazione, dovette ritirare la bandiera di commodoro a giugno con l'arrivo di diversi capitani più anziani: ritornò in Inghilterra dopo la campagna, quando un terzo del suo equipaggio era morto di scorbuto.
La nave tornò in America nel 1759, arrivando a Louisbourg il 14 maggio, per l'appuntamento per la spedizione contro Quebec. Non poté svolgere un ruolo importante nella campagna, poiché il vascello rimase ancorato con le altre grandi navi del contrammiraglio Philip Durell, a est dell'isola di Orléans dal 27 giugno al 22 settembre. Dopo la resa di Québec, il viceammiraglio Charles Saunders, che comandò le forze navali britanniche durante l'operazione, gli ordinò di riprendere l'incarico di comandante in capo della stazione navale del Nord America per l'inverno. Il suo compito era quello di preparare lo squadrone di Halifax per tornare sul fiume San Lorenzo il prima possibile in primavera.
Nel 1760, uno squadrone al comando del capitano Robert Swanton, proveniente direttamente dall'Inghilterra, raggiunse Quebec il 12 maggio e pose fine all'assedio intrapreso da François-Gaston de Lévis. Ciononostante, si ritiene generalmente che le disposizioni prese da lui di far stazionare il suo squadrone, comprendente cinque navi di linea, sul San Lorenzo già dal 16 maggio siano state uno dei fattori decisivi per la conquista del Canada. Fu solo da questo momento che James Murray, comandante a Quebec, riuscì a controllare completamente il fiume. Il ghiaccio rese l'impresa di Colvill ancora più lodevole.
Nei mesi successivi, in qualità di ufficiale di marina di grado superiore in Nord America, equipaggiò sloop e golette per la guerra, inviandoli alla ricerca di piccoli corsari francesi nel basso corso del San Lorenzo. Uno squadrone indipendente, partito da Louisbourg al comando del capitano John Byron, distrusse navi da guerra francesi e altre imbarcazioni che si erano rifugiate sul fiume Restigouche. Per affrontare la situazione al di sopra di Québec, inviò il capitano Joseph Deane a bordo della Porcupine, accompagnato da una flotta che avrebbe aiutato l'esercito britannico nella sua avanzata su Montréal. Dopo la resa dell'8 settembre 1760, organizzò il trasporto di oltre 4.000 prigionieri francesi a La Rochelle, in Francia; inviò i rimanenti in Inghilterra a bordo delle navi dello squadrone di Swanton. Regolamentò il pilotaggio, nominò un carpentiere navale per la manutenzione delle imbarcazioni necessarie all'esercito e fornì alla guarnigione di Québec legname proveniente dall'Île d'Orléans e carbone proveniente da Louisbourg per sostentarla durante l'inverno. Salpò quindi per Halifax il 10 ottobre 1760, lasciando Swanton a supervisionare il trasporto dei prigionieri, e arrivò a destinazione il 24 ottobre. Quando l'ordine dell'Ammiragliato a Swanton di sostituirlo nell'incarico giunse ad Halifax, Swanton era già in viaggio verso casa.
Afflitto da "mal di gola, gonfiori alle gambe, innumerevoli dolori dalla testa ai piedi, sciatica, scorbuto e reumatismi",  dedicò la sua attenzione per i successivi due anni principalmente al miglioramento del cantiere navale di Halifax. Allo scoppio della guerra con la Spagna nel 1762, assegnò le forze disponibili alla spedizione dell'Avana. Il 3 luglio 1762, ricevette la notizia della cattura di St. John's, Terranova, da parte di Charles-Henri Louis d'Arsac de Ternay, che aveva due navi di linea, una fregata, due navi armate di flûte e 570 uomini. Iniziò quindi a trattenere le navi al loro arrivo ad Halifax, così che il 10 agosto poté salpare con il Northumberland, la Gosport da 40 cannoni (capitano John Jervis) e la King George da 20 cannoni , una nave del Massachusetts, e unirsi alla Antelope da 50 cannoni (capitano Thomas Graves) a Placentia, così come alla Syren da 24 cannoni al comando del capitano Charles Douglas. Tentò senza successo di convincere le autorità della Nuova Scozia a fornire truppe per liberare St. John's, ma l'11 settembre il maggior generale William Amherst arrivò da New York con 1.300 uomini; la forza sbarcò a Torbay il 13 settembre. I francesi si dileguarono due giorni dopo,  grazie alla copertura della notte e della nebbia. Sebbene la fuga dei francesi potesse ripercuotersi sui di lui e sui prestigiosi capitani sotto il suo comando, la vicenda non ebbe ripercussioni. Era già stato richiamato in Inghilterra, dove, al suo arrivo il 26 ottobre, apprese di essere stato promosso contrammiraglio del bianco cinque giorni prima. La spedizione a Terranova ebbe almeno un effetto importante: James Cook, allora navigatore a bordo del Northumberland, e Joseph Frederick Wallet Desbarres avevano avviato rilievi idrografici della costa di Terranova su ordine di Colvill.
L'Ammiragliato aveva intenzione di affidargli a un comando nel Mediterraneo, ma la firma dei preliminari della pace cancellò tale incarico. Il 27 gennaio 1763, sostituì Durell come ammiraglio di porto a Plymouth. A giugno divenne responsabile delle operazioni navali in Nord America. Partì il 31 agosto e arrivò ad Halifax il 13 ottobre. Fu lì che stabilì un "quartier generale permanente", grazie all'eccellente porto e alla vicinanza delle nuove acquisizioni di Capo Bretone e Québec, ma soprattutto perché era "il posto migliore in tutta l'America per la riparazione delle navi del Re" e offriva meno opportunità di diserzione rispetto ai porti più a sud. Le sue navi furono dislocate da Québec alla Florida, con l'obiettivo di porre un freno al noto disprezzo per le leggi del commercio e della navigazione in America. I suoi tentativi di far rispettare la legge incontrarono difficoltà di ogni genere e fu deluso nelle sue dichiarate speranze di trarre profitto dalla sua posizione. In base a un proclama reale del 1° giugno 1763, sperava di ricevere un sesto dell'importo totale dalla vendita di navi condannate per contrabbando, il che avrebbe rappresentato un profitto senza precedenti. Ma le scappatoie nella legge, le interferenze di alcuni leader della colonia e l'impossibilità di mantenere un equipaggio adeguato sulle navi in Nord America contribuirono a privarlo di "un vantaggio di cui era pienamente certo al momento di intraprendere il viaggio" Nonostante questa delusione, riuscì a ridurre il contrabbando; contribuì al successo dei rilievi idrografici della Nuova Scozia e del Golfo di San Lorenzo, stabilendo Halifax come base navale in tempo di pace.  Nell'agosto del 1766, Philip Durell assunse il comando delle forze navali in America, ma morì poco dopo il suo arrivo. Nominò quindi il capitano Joseph Deane comandante ad interim delle forze navali in America prima di partire per l'Inghilterra. Trascorse gli ultimi quattro anni della sua vita in discredito.
Sposato dal 1 ottobre 1768 con Lady Elizabeth, figlia di Alexander Erskine, V conte di Kellie, e vedova di Walter Macfarlane; la coppia non ebbe figli. Morì il 21 maggio 1770 a Drumsheugh, vicino a Edimburgo, in Scozia. Un busto di Colvill è tuttora in possesso di John Colville, l'attuale Lord Colville, nel Fifeshire.

### Annotazioni
1. ↑  La maggior parte dei ragazzi si imbarcava grazie al "credito" di cui godeva presso il capitano, ma a quanto pare la famiglia Colvill non era benestante e non aveva legami con la marina.
2. ↑  Colvill non ebbe figli dal suo breve matrimonio nel 1768, ma prima di allora, tra il 1750 e il 1766, la sua "famiglia" di marina, normalmente composta dalla segretaria e dai domestici, si era accresciuta tre volte con l'arrivo delle madri dei suoi figli illegittimi. La prima, identificata solo dalle iniziali DT, proveniva dal New England e morì nel 1752; suo figlio Charles, nato vicino a Boston nel 1751, divenne tenente di vascello. La seconda, BS, proveniva da Exeter, in Inghilterra ed andò a vivere con lui a Plymouth nel 1753 spegnendosi in Inghilterra poco prima del suo ritorno da Halifax nel 1762; suo figlio, James Alexander, nato nel 1760, viveva a Exeter nel 1770. Infine, nel 1765, Elizabeth Greene di Halifax gli diede una figlia, di nome Sophia. Affidò i fondi che aveva accantonato per questa famiglia della Nuova Scozia al reverendo John Breynton, rettore della chiesa di San Paolo ad Halifax. L'ammiraglio lasciò la sua fortuna, acquisita interamente mentre era "al servizio del suo Re e del Paese durante le due ultime guerre", ai suoi figli, che "vennero al mondo marchiati con il nome di Bastardi per la [sua] cattiva condotta", ai loro tutori, alla moglie e ai figli delle sue due sorelle. Il fratello minore, che prestò servizio anche lui nella marina, perì in mare nel 1761.

### Fonti
1. 1 2 3 4 5 6 7 8 9 10 11 12  Threedecks.
2. 1 2 3 4 5 6 7 8 9 10 11 12 13 14 15 16 17 18 19 20 21 22 23 24 25 26 27 28 29 30 31 32 33 34 35 36 37 38 39 40 41 42 43 44 45 46 47 48 49  Dictionary of Canadian Biography.
3. ↑  Masonrytoday.
4. 1 2 3  Three Decks.
5. ↑  Chartrand 2000, p.17.
6. ↑  McLennan 1918, p.261.
7. 1 2 3  Chartrand 2000, p.23.
8. ↑  Chartrand 2000, p.29.